# No Beef
No Beef ist ein Lied des niederländischen DJs und Musikproduzenten Afrojack in Zusammenarbeit mit Steve Aoki und Miss Palmer. Es war erstmals am 16. August 2011 in den Vereinigten Staaten erhältlich, am 2. September erschien es dann auch in Deutschland. Der Song wurde von Aoki, Afrojack und Alyssa Palmer geschrieben.

## Inhalt
Der Songtext, der ausschließlich von Miss Palmer gesungen wird, handelt davon, dass sie „heute Nacht nicht zusammenbricht“ („I won’t break down tonight.“), „es zum ersten Mal fühlt“ („I feel it for the first time.“), einen „neuen Platz gefunden hat“ („I found a new place here.“) und „schnell herunterkommt“ („I’m coming down fast.“). Der Titel des Lieds kommt im Text nicht vor, es gibt nur eine Strophe.

## Musikvideo
Das offizielle Musikvideo wurde erstmals am 10. August 2011 auf dem offiziellen Channel Spinnin Records’ veröffentlicht. Es zeigt Afrojack und Aoki mal auf der Bühne, mal nicht. Einen echten Inhalt hat das Video nicht. Cameos haben unter anderem Lil Jon, Flo Rida, Chuck Liddell, Holly Madison, Antonio Esfandiari, Phil Laak und Michael Mizrachi. Der Clip wurde in Las Vegas gedreht.

## Charts
No Beef erreichte Platz 42 in Frankreich und Platz 26 in den Niederlanden. Des Weiteren konnte die Single bis auf Platz 19 in Schottland und auf Platz fünf der UK Dance Charts vorstoßen. In den UK Indie Charts erreichte der Song Platz 39 und in den UK Top 100 schließlich einen fünfundzwanzigsten Platz. In Frankreich blieb man dabei 29, in den Niederlanden sieben, in Schottland zwei, in den UK Dance Charts elf, in den UK Indie Charts eine Woche und in den UK Top 75 zwei Wochen in den Charts.